# Liste der Monuments historiques in Bessy
Die Liste der Monuments historiques in Bessy führt die Monuments historiques in der französischen Gemeinde Bessy auf.

## Liste der Objekte
| Bezeichnung    | Beschreibung               | Standort                       | Kennzeichnung | Schutzstatus | Datum | Bild |
| -------------- | -------------------------- | ------------------------------ | ------------- | ------------ | ----- | ---- |
| Pietà          | Kalkstein, bezeichnet 1542 | in der Kirche St-Michel (Lage) | PM10001705    | Classé       | 1911  |      |
| Kirchenfenster | aus dem 16. Jahrhundert    | in der Kirche St-Michel (Lage) | PM10001706    | Classé       | 1913  |      |